# Den Kongelige Mønt- og Medaillesamling
Den Kongelige Mønt- og Medaillesamling (opr. Det Kongelige Mønt- og Medaille-Kabinet) er den danske hovedsamling af mønter, medaljer, pengesedler med mere. Den blev 1781 en selvstændig institution, men har rødder tilbage til Det Kongelige Kunstkammer i 1600-tallet.
Af gamle beskrivelser af Kunstkammeret kan det udledes, at mønter udgjorde op mod 75% af pladsen. I 1780 blev der nedsat en kommission, der skulle samle og ordne kongens mønter og medaljer. Det førte til, at samlingen i 1784 fik til huse på Rosenborg Slot under navnet Det Kongelige Mynt- og Medaille-Cabinet. Der blev lavet store egetræsskabe i louis seize-stil til at rumme objekterne. Hofmanden og numismatikeren Christian Frederik Numsen blev den første direktør for samlingen.
I 1832 blev der offentlig adgang til samlingen, som med Grundloven af 1849 blev offentlig ejendom. Samlingen blev i 1867 overflyttet til Prinsens Palais, hvor den fik sit nuværende navn. Med oprettelsen af Nationalmuseet i 1892 blev samlingen en del af dette, og direktørposten blev reduceret til en overinspektørstilling.
I hele samlingens levetid har private donationer spillet en væsentlig rolle. I nutidens samling indgår således de tidligere samlinger fra personer som Ole Worm, Otto Sperling (romerske mønter), Niels Foss (dansk-norske mønter) og C.G. Warmholtz (svenske mønter og medaljer). Også efter at samlingen var blevet offentligt eje har private samlere ved deres gaver og testamentariske bestemmelser sat deres præg på den, bl.a. blev en stor del af Christian Jürgensen Thomsens unikke samling af danske og europæiske middelaldermønter efter hans død i 1865 indlemmet i samlingen.

## Ledere af Den Kongelige Mønt- og Medaillesamling[1]
Indtil 1849 var overhofmarskallen øverste leder (chef) af samlingen.
- 1780-1784: Grev Joachim Godske Moltke (chef)
- 1784-1791: Christian Numsen (chef)
- 1791-1792: Wilhelm Theodor Wegener (chef)
- 1792-1793: Ferdinand Anton Christian Ahlenfeldt (chef)
- 1793-1803: Cay Reventlow (chef)
- 1803-1838: Adam Wilhelm Hauch (chef)
- 1822-1832: Christian Ramus (direktør)
- 1832-1842: P.O. Brøndsted (direktør)
- 1838-1842: Christian Ove Haxthausen (chef)
- 1842-1849: Joachim Godsche von Levetzau (chef)
- 1842-1865: Christian Jürgensen Thomsen (direktør)
- 1865-1891: Ludvig Müller (direktør)
- 1892-1898: Christian Frederik Herbst (direktør)
- 1898-1920: Peter Christian Hauberg (adm. inspektør)
- 1920-1959: Georg Galster (overinspektør)
- 1960-1983: Otto Mørkholm (overinspektør)
- 1983-2005 Jørgen Steen Jensen (overinspektør)
- 2005-nu: Michael Andersen (overinspektør)

## Ekstern henvisning
- Den Kongelige Mønt- og Medaillesamling Arkiveret 29. september 2009 hos  Wayback Machine – samlingens hjemmeside